# Manglende trivsel
Manglende trivsel er betegnelsen for spædbørn, som af forskellige årsager, ikke udviser den normale vækst. Den hyppigste årsag er dårlig eller forkert ernæring, der kan skyldes uvidenhed, fattigdom eller emotionelle konflikter. Organiske årsager findes også.